# Schildomyia yushimai
Schildomyia yushimai är en tvåvingeart som beskrevs av Kato 1952. Schildomyia yushimai ingår i släktet Schildomyia och familjen tickflugor. Inga underarter finns listade i Catalogue of Life.